# Scymnus barberi
Scymnus barberi är en skalbaggsart som beskrevs av Gordon 1976. Scymnus barberi ingår i släktet Scymnus och familjen nyckelpigor. Inga underarter finns listade i Catalogue of Life.